# Wrony
Wrony jsou osadou spadající pod jihopolskou ves Stare Bogaczowice. Nacházejí se na sever od této vsi. Jedná se o pár chalup a stodol u cesty. Osadu obývají převážně cikáni.

## Galerie

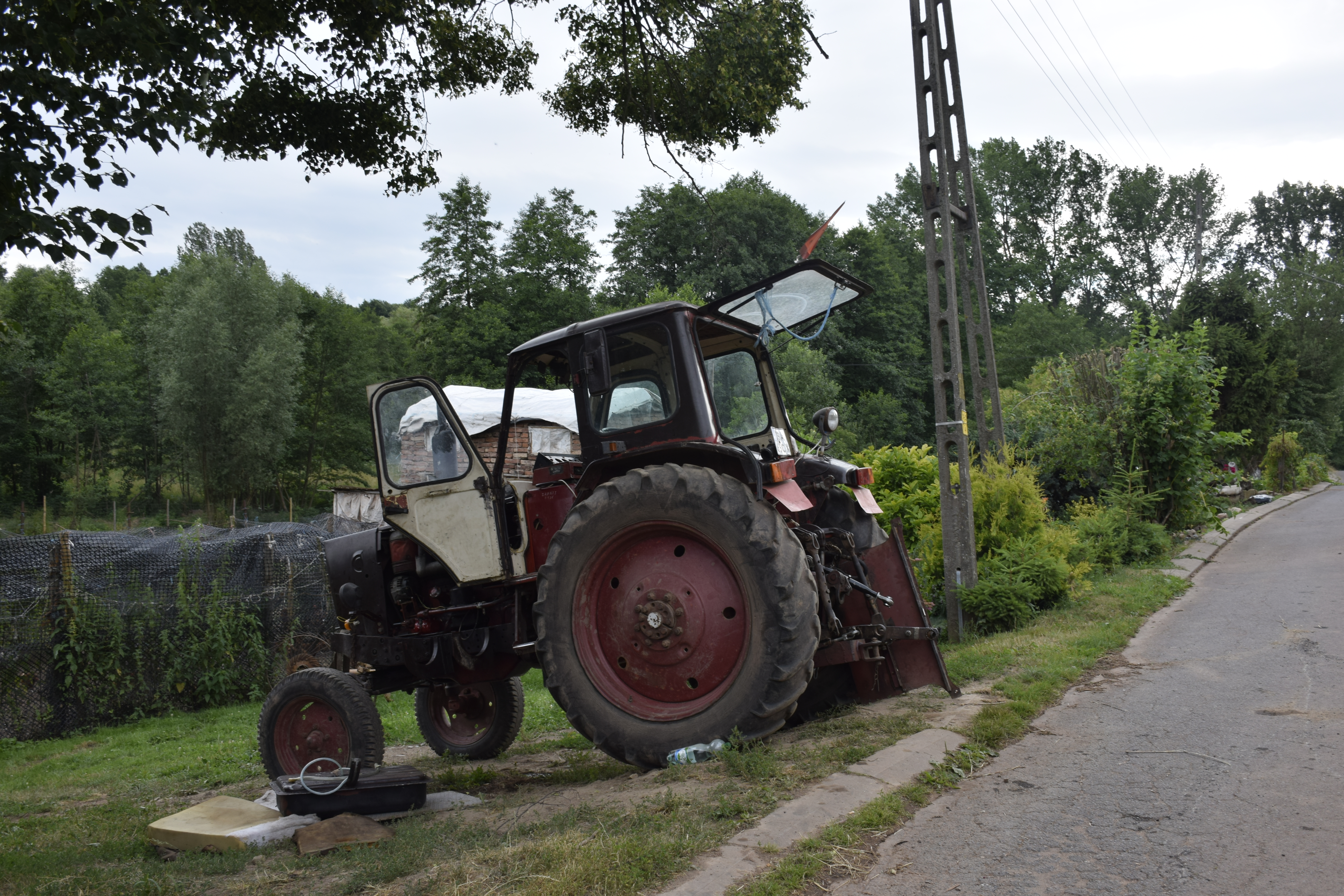
Zaparkovaný traktor
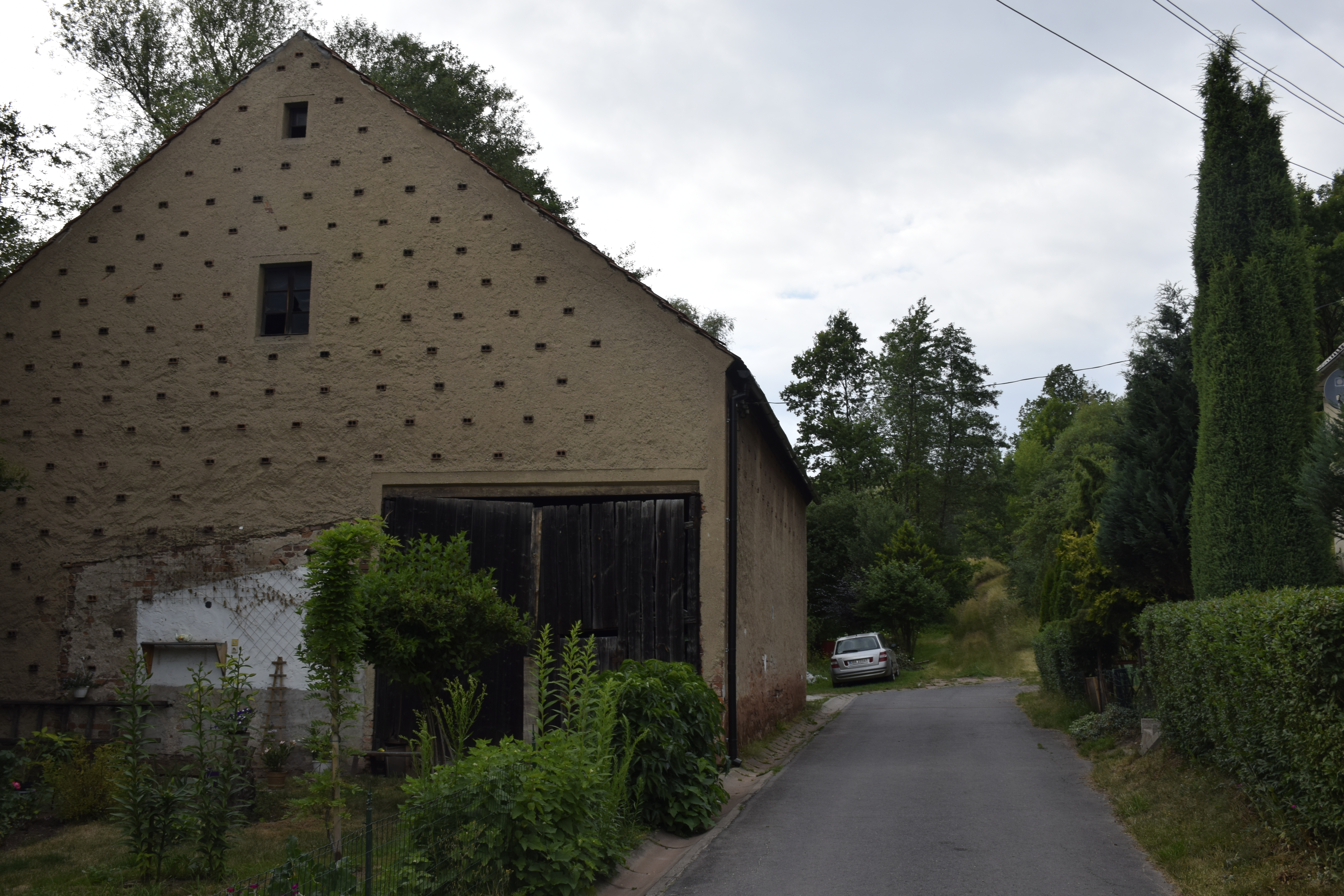
Stodola
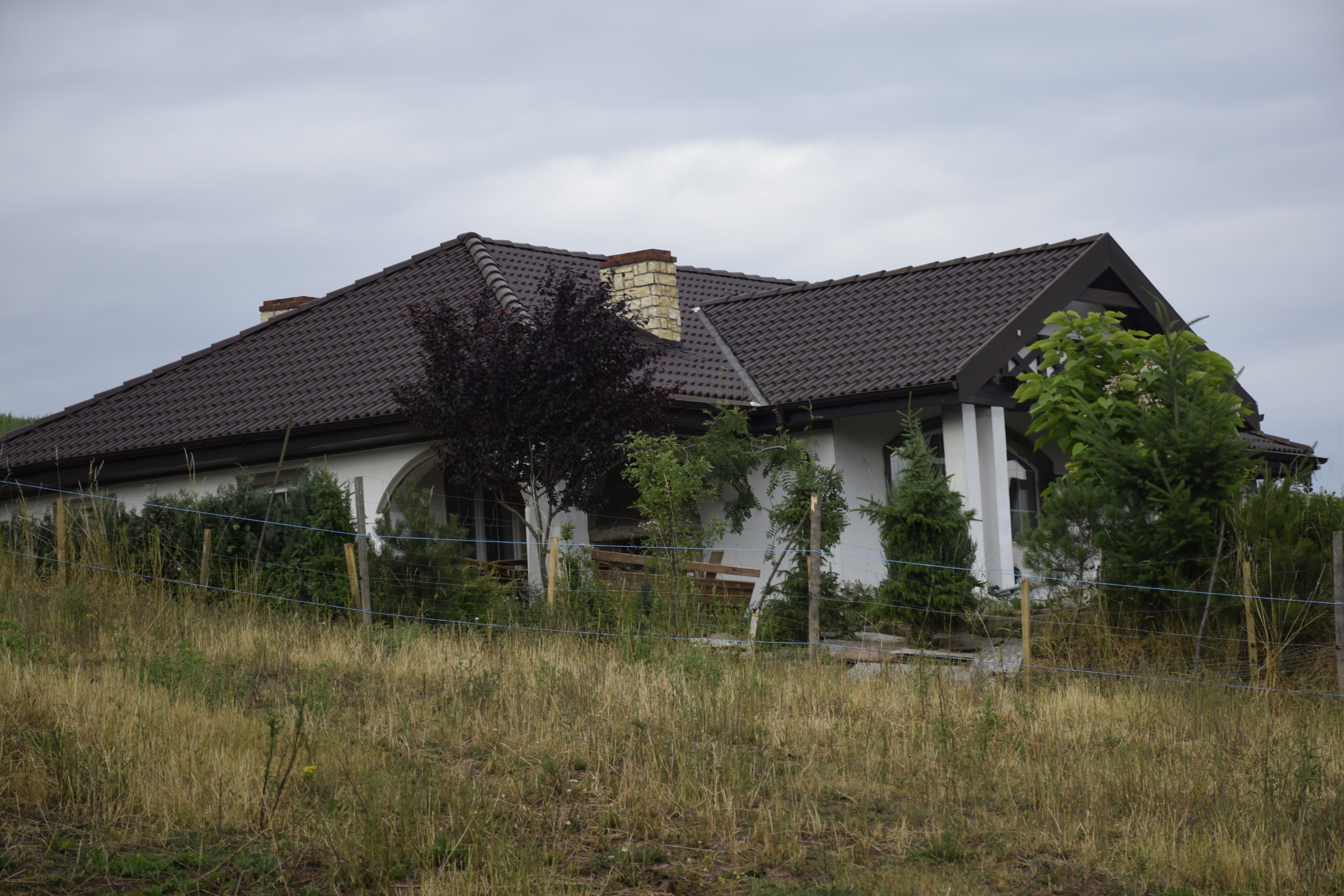
Novostavba za keři